# Donald (Adliger)

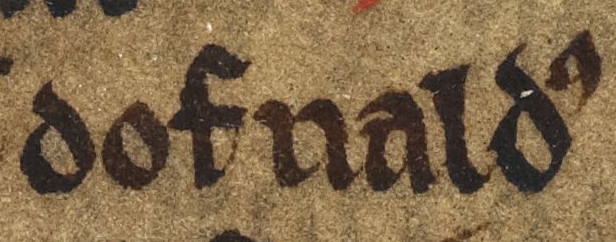
Der Name Donalds in einer mittelalterlichen Handschrift

Donald (auch Domhnall oder Domnhall mac Raonaill) († unsicher: 1247) war ein schottischer Adliger. Er begründete die Familie MacDonald.

## Herkunft
Donald war ein Sohn von Ranald und damit ein Enkel von Somerled. Er hatte mindestens einen Bruder, Ruairi. Ihr Vater starb vor 1207, worauf sich Donald und Ruairi dessen Ländereien auf den westschottischen Inseln und an der Westküste Schottlands teilten. Donald erhielt von diesem Erbe vermutlich Islay und weitere Inseln. Über das Leben von Donald ist noch weniger bekannt als von dem seines Bruders Ruairi. Donald wird nur einmal urkundlich erwähnt, als er, vermutlich noch zu Lebzeiten seines Vaters, eine Schenkung an Paisley Abbey machte.

## Kämpfe um die Vormacht auf den westschottischen Inseln
Sowohl über das Leben von Donald wie von dem seines Bruders Ruairi ist nur wenig gesichert bekannt. Die Brüder werden in irischen Annalen zu Beginn des 13. Jahrhunderts als Seeräuber erwähnt. Über Donald wurde von einem vermutlich irischen Dichter auf Gälisch ein Loblied verfasst, das aber nur unvollständig erhalten ist. Es preist seine mächtige Flotte und seine Raubzüge. Nach dem Gedicht soll Donald in Irland sogar geherrscht haben. Als gesichert gilt, dass Donald 1209 zusammen mit seinem Bruder Ruairi die Isle of Skye plünderte. 1210 töteten sie ihren Onkel Angus, einen Bruder ihres Vaters, und dessen drei Söhne. Die Besitzungen von Angus teilten sie untereinander auf. Ob Donald an weiteren Aktionen von Ruairi teilnahm, ist ungeklärt. Möglicherweise gehörte er zu den namentlich nicht genannten Söhnen Ranalds, die 1212 unter Führung von Thomas of Galloway Derry und Inishowen in Ulster angriffen. Ruairi wurde 1222 durch einen erfolgreichen Feldzug des schottischen Königs Alexander II. aus Argyll vertrieben, an Ruairis Stelle ernannte der König Donald zum Lord of Argyll. Zwischen den beiden Brüdern hatte zuvor offenbar keine Rivalität bestanden, doch angesichts der militärischen Überlegenheit hatte sich Donald wohl unterworfen, während Ruairi weiterkämpfte und schließlich aus Argyll flüchten musste.

## Unterstützung des schottischen Königs
Zu Donalds Besitzungen gehörten nun neben Argyll auch die Inseln Islay, Gigha und möglicherweise der südliche Teil von Jura, für die er nominell Untertan des norwegischen Königs war. Als 1230 eine norwegische Flotte einen Feldzug nach Westschottland führte, weigerte sich Donald offenbar, die Norweger zu unterstützen. Daraufhin lief die norwegische Flotte Islay Sound an. Die Norweger versuchten wohl, Donald zu unterwerfen. Aufgrund seiner Besitzungen auf dem schottischen Festland, für die er dem schottischen König Treue geschworen hatte, blieb er diesem gegenüber loyal. Daraufhin plünderten die Norweger Donalds Besitzungen auf der Halbinsel Kintyre. Als die Norweger im Frühjahr 1231 erneut Kintyre plünderten, leisteten ihnen die Gefolgsleute von Donald erbitterten Widerstand. In den 1230er Jahren unterstützte er vermutlich die Ausweitung des Einflusses von Walter Fitzalan und des Earl of Lennox nach Argyll. Wann Donald starb, ist ungeklärt. Vermutlich lebte er noch in den 1240er Jahren, obwohl er in dieser Zeit nicht mehr erwähnt wird. Möglicherweise war er der namentlich nicht genannte Nachfahre von Somerled aus Argyll, der auf irischer Seite gegen die Engländer in Irland kämpfte und 1247 in einer Schlacht bei Ballyshannon getötet wurde.

## Nachfahren
Donald hatte mindestens zwei Söhne, Angus Mor († 1293) und Murchaid. Eine Tochter von ihm heiratete vermutlich Domnall Og O’Donnell, den irischen Kleinkönig von Cenél Conaill. Sein Haupterbe wurde sein Sohn Angus Mor. Donalds Nachfahren beherrschten bis ins 16. Jahrhundert Kintyre.